# Philemon und Baucis

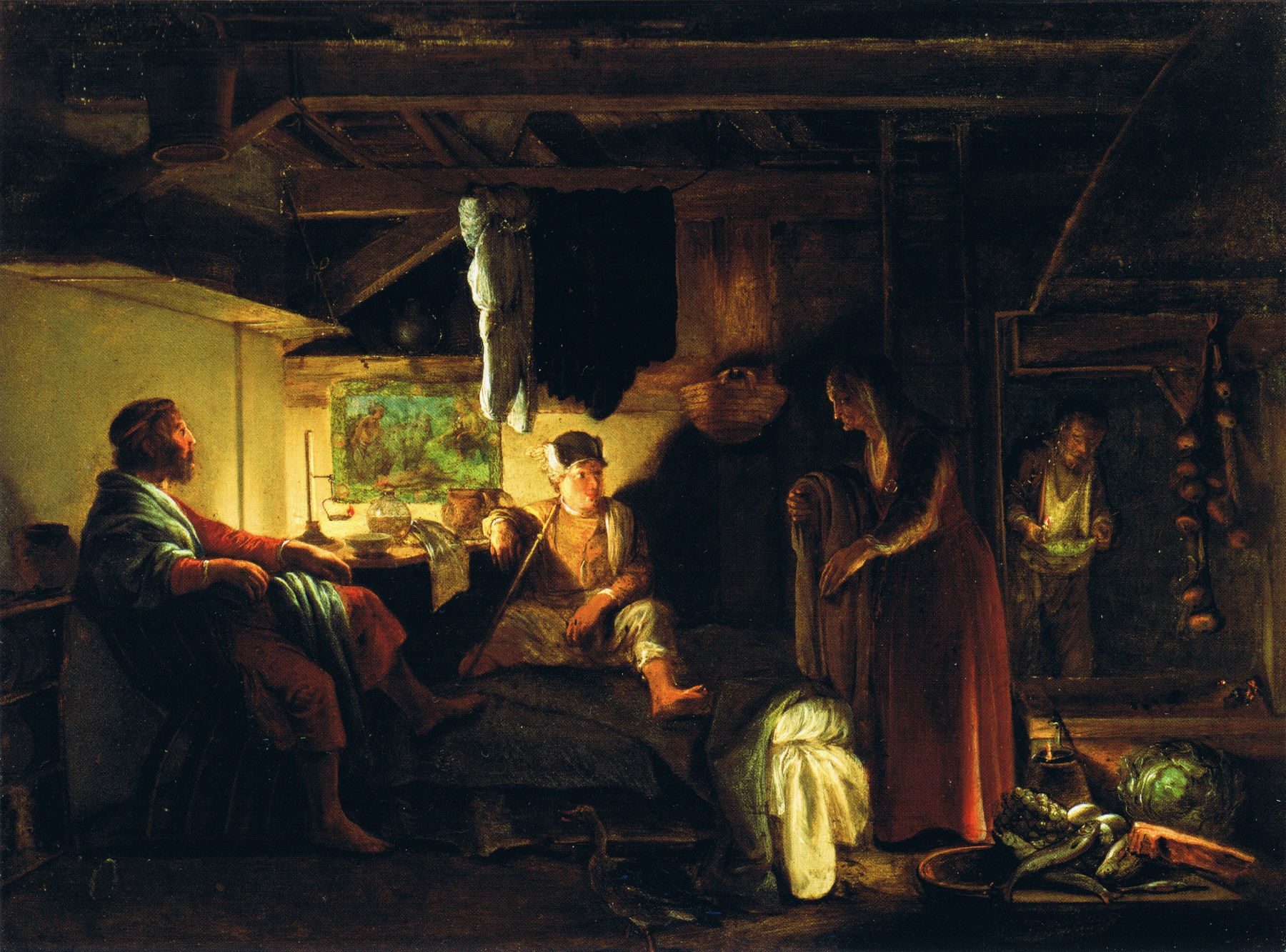
Philemon und Baucis, Adam Elsheimer, 1608

Philemon (altgriechisch Φιλήμων Philḗmōn) und Baucis (Βαυκίς Baukís; latinisiert Baucis) sind Gestalten der griechischen Mythologie.

## Ovid
Ovid beschreibt in den Metamorphosen den Besuch des Göttervaters Jupiter (Zeus) und seines Sohnes Merkur (Hermes) in einer Stadt in Phrygien. Die Einwohner gewähren den beiden Wanderern jedoch keinen Einlass.
Allein Philemon und seine Frau Baucis, ein altes Ehepaar, das in einer ärmlichen Hütte am Stadtrand lebt, üben Gastfreundschaft, nehmen die beiden auf und bewirten sie mit allem, was sie haben. Daran, dass sich der Weinkrug wundersamerweise immer wieder von allein füllt, erkennen sie ihre Gäste als Götter, denen sie nun auch noch ihre einzige Gans opfern wollen. Das verwehren ihnen die Himmlischen jedoch und fordern sie auf, ihnen zu folgen, um der Strafe für die ungastliche Stadt zu entgehen. Von der Höhe sehen Philemon und Baucis erschüttert, dass die Stadt in einem Sumpf versunken ist. Nur ihr Häuschen ist geblieben, das sich nun in einen Tempel von Gold und Marmor verwandelt. Von Zeus aufgefordert, ihre Wünsche zu nennen, bitten sie darum, als Priester ihr Leben lang den Tempel hüten zu dürfen und zur selben Stunde zu sterben, so dass keiner von ihnen des anderen Grab schauen müsse. So geschieht es. Sie dienen im Tempel, bis sie eines Tages, vom Alter gebeugt auf den Tempelstufen miteinander redend, in eine Eiche bzw. eine Linde verwandelt werden.

## Literarische Wiederaufnahme
Jean de la Fontaine bearbeitet den Stoff in seiner Fabel Philémon et Baucis und „christianisiert“ ihn, indem er Analogien zur neutestamentlichen Episode setzt, in der Jesus von Nazaret in Emmaus Unterkunft findet und erst später von seinen Jüngern erkannt wird.
Johann Wolfgang von Goethe lässt im 5. Akt seines Faust II Philemon und Baucis als greises Paar auftreten, das der Zwangsumsiedelung durch Faust widerstrebt und deshalb umgebracht wird.
Außerdem erwähnt er Philemon und Baucis im 1. Kapitel des 2. Teiles seines Werkes Die Wahlverwandtschaften.
Kurt Tucholsky benutzt Philemon und Baucis in seinem 1930 erschienenen Gedicht Stationen als Bild für ein alterndes Paar.
Max Frisch benutzt in seinem Roman Mein Name sei Gantenbein ebenfalls die Figuren Philemon und Baucis. Sie treten als Vorstellung von Lila und Gantenbein auf und festigen auf diese Weise die Gantenbeinrolle.
Bertolt Brecht nutzt den Mythos als Grundlage für sein Werk Der gute Mensch von Sezuan.
Leopold Ahlsen verlegte die Handlung in seinem gleichnamigen Hörspiel (Regie: Walter Ohm BR-Fassung; Fritz Schröder-Jahn NWDR-Fassung) von 1955 in die Welt der griechischen Partisanen des Zweiten Weltkrieges. Weil das alte Ehepaar aus humaner Überzeugung einen verletzten deutschen Soldaten pflegte und versteckte, lässt ein gnadenloser Partisanenführer die beiden töten. Nach ihrem letzten Wunsch sterben sie miteinander. Sie werden gleichzeitig am selben Baum erhängt und miteinander begraben.
Patrick Süskind vergleicht ein altes Ehepaar, das trotz eines Altersunterschiedes von 17 Jahren ernsthaft ineinander  verliebt scheint, in seinem Essay Über Liebe und Tod mit Philemon und Baucis.
Urs Widmer erwähnt diese Gestalten der griechischen Mythologie in Im Kongo.

## Musikalische Rezeption
1768 Philemonis cum Baucide felicitas (Philemons Glück mit Baucis), Libretto von P. Placidus Scharl mit Musik von Anton Cajetan Adlgasser, aufgeführt zur Einweihung des neuen Hochaltars im Sacellum der Universität Salzburg.
Der erste Akt von Christoph Willibald Glucks 1769 in Parma uraufgeführter Oper Le feste d’Apollo behandelt die Geschichte von Philemon und Baucis.
Joseph Haydn verarbeitete den Mythos in seiner Marionetten-Oper Philemon und Baucis aus dem Jahre 1773 (Hob. XXIXb:2)
Charles Gounod komponierte die Oper Philémon et Baucis (Uraufführung 1860 am Théâtre-Lyrique, Uraufführung der zweiten Fassung 1876 an der Opéra-Comique in Paris).
Reinhard Mey erwähnt in seinem Lied Mein Testament aus dem Jahr 1974 diese mythologischen Gestalten: „So bedaur’ ich eins in jener Stunde nur, dass offenbar uns das Los von Philemon und Baucis nicht beschieden war.“

## Bildliche Darstellungen
- Adam Elsheimer stellt den Besuch der Götter Jupiter und Merkur bei Philemon und Baucis in einem Gemälde dar (um 1600–1610, Gemäldegalerie Alte Meister, Dresden)
- Peter Paul Rubens stellt die Szene dar, in der gerade die Stadt zerstört wird (1625, Kunsthistorisches Museum Wien)
- Rembrandt van Rijn stellt Philemon und Baucis zu Tisch mit Jupiter und Merkur dar (1658, National Gallery of Art, Washington)
- Wolfgang Hildesheimer schuf die Collagen Philemon (1983) und Baukis (1989)
- Carl Andre schuf das Skulpturenpaar Philemon und Baucis (1981, Kröller-Müller Museum, Otterlo, Niederlande)
- Wolfgang Henning schuf das Bild Philemon und Baucis (2000, Ausstellungen Galerie Knecht KA, Purrmann-Museum Langenargen)
- Thomas Duttenhoefer schuf eine Bronzeplastik Philemon und Baucis (2004, Haus Bergfrieden, Kirn)
- Karl Manfred Rennertz schuf das Skulpturenpaar Philemon und Baucis (2011, Goetheplatz, Baden-Baden)

## Weiteres
- Das Philemon-und-Baucis-Syndrom beschreibt in der forensischen Literatur das gleichzeitige Versterben langjährig verbundener Ehepartner.
- Der Asteroid (172) Baucis wurde nach Baucis benannt.